# قيعون
قَيْعُون (الاسم العلمي: Cheilanthes)، جنس سراخس تُعرف باسم سرخس الشفاه من فصيلة الديشارية، تتألف من حوالي 180 نوعًا من السرخس التي تعيش في الصخور مع انتشار عالمي في المناطق الصخرية الدافئة والجافة، وغالبًا ما تنمو في شقوق صغيرة مرتفعة على المنحدرات. معظمها صغير الحجم وقوي ودائم الخضرة. الأوراق، غالبًا ما تكون مغطاة بكثافة بشعيرات، تنبع مباشرة من الجذر. العديد منها سراخس صحراوية، تتجعد خلال أوقات الجفاف وتنتعش مع قدوم الرطوبة. في نهايات العروق يوجد كيس بوغي، يتم حماية الأبواغ، أو الهياكل الحاملة للأبواغ، بواسطة هوامش الأوراق التي تلتف فوقها.